# Иноуэ, Сюмпэй
Сюмпэй Иноуэ (яп. 井上 俊平) — японский футболист. Выступал за сборную Японии.

## Клубная карьера
На протяжении своей футбольной карьеры выступал за клуб «Osaka Soccer Club».

## Карьера в сборной
В 1923 году Иноуэ был вызван в сборную Японии на Дальневосточные игры 1923. На этом турнире 24 мая он дебютировал против Китайская Республика.